# ロスヴィータ・ハートル
ロスヴィータ・ハートル（Roswitha Hartl、1962年9月15日 - ）はオーストリア・ウィーン出身の柔道選手。現役時代は66kg級の選手。

## 人物
1986年のヨーロッパ選手権では66kg級の選手ながら無差別にも出場して2位となった。1987年の世界選手権66kg級では準決勝でドイツのアレクサンドラ・シュライバーに上四方固で敗れるが3位となった。翌年の1988年ソウルオリンピック(公開競技)では準決勝で佐々木光に内股で敗れたものの銅メダルを獲得した。その後、結婚して娘をもうけた。現在はレオーベンで職に就いている。

## 主な戦績
- 1984年 - ヨーロッパ選手権　2位
- 1984年 - オーストリア国際　3位
- 1984年 - イギリス国際　優勝
- 1984年 - 福岡国際　2位
- 1985年 - ドイツ国際　2位
- 1985年 - ヨーロッパ選手権　2位
- 1985年 - オーストリア国際　2位
- 1985年 - イギリス国際　優勝
- 1986年 - ヨーロッパ選手権　66kg級　5位　無差別　2位
- 1986年 - オランダ国際　3位
- 1986年 - 福岡国際　優勝
- 1987年 - ポーランド国際　3位
- 1987年 - オーストリア国際　3位
- 1987年 - イギリス国際　3位
- 1987年 - 世界選手権　3位
- 1988年 - フランス国際　3位
- 1988年 - ドイツ国際　2位
- 1988年 - ヨーロッパ選手権　3位
- 1988年 - オーストリア国際　3位
- 1988年 - ソウルオリンピック　3位
- 1989年 - フランス国際　3位
- 1989年 - ヨーロッパ選手権　5位
- 1989年 - オーストリア国際　優勝
- 1989年 - 世界選手権　7位